# Aphis leontodontis
Aphis leontodontis är en insektsart som först beskrevs av Carl Julius Bernhard Börner 1950.  Aphis leontodontis ingår i släktet Aphis och familjen långrörsbladlöss. Arten är reproducerande i Sverige. Inga underarter finns listade i Catalogue of Life.